# Roberta Alexander
Roberta Alexander és una soprano estatunidenca nascuda el 3 de març de 1949 en Lynchburg, Virgínia.
Molt apreciada com a soprano lírica en personatges de Mozart, Puccini, òpera contemporània i com a Jenůfa de Leoš Janáček, la cantant afroamericana és una distingida recitalista de cambra i en oratoris i obres simfòniques, i es valora la seva labor amb Nikolaus Harnoncourt.
Va participar en el projecte discogràfic "Entartete Musik" (música degenerada), que va rescatar composicions prohibides pel Tercer Reich. Va estudiar a la Universitat de Michigan d'Ann Arbor (1969 - 1971) i es perfeccionà amb Herman Woltman al Royal Conservatory of Music de l'Haia, Holanda.
Canta habitualment al Glyndebourne Festival, Metropolitan Opera, Royal Opera House Covent Garden i Berlín, Hamburg, Viena, Zuric i Venècia.
Des de 1975 viu en Amsterdam.

## Vida i carrera
Nascuts a Lynchburg, Virgínia, els pares d'Alexander van estudiar música al "Virginia State College", on van ser alumnes d'Undine Smith Moore. La seva mare era soprano i el seu pare era director de coral. Va créixer a Yellow Springs, Ohio, després que la seva família es traslladés allà quan tenia dos anys. El seu pare va dirigir cors com la Universitat de Wilberforce. Va estudiar música a la "Central State University", a la Universitat de Michigan a Ann Arbor i al "Royal Conservatory of The Hague" (amb Herman Woltman).
Alexander es va traslladar als Països Baixos als 23 anys. Va fer el seu debut a l'Òpera dels Països Baixos el 1975 com Fanny a La cambiale di matrimonio. Més tard aquell any va crear el paper de Bubikopf a l'estrena mundial de Der Kaiser von Atlantis de Viktor Ullmann. Altres papers primerencs amb aquesta casa van incloure la princesa Ninetta a L'Amour des trois oranges de Prokófiev, la segona Woodnymph a Rusalka i la cinquena minyona a Elektra de Strauss. Va fer diverses aparicions com a convidada com a heroïnes de Mozart amb l'Òpera Estatal de Berlín i l'Òpera de Zuric, incloent els papers de Fiordiligi a Così fan tutte, Elettra a Idomeneo i la comtessa Almaviva a Les noces de Fígaro.
El 1980 Alexander va fer el seu debut americà com a Pamina a La flauta màgica amb la Houston Grand Opera. Aquell mateix any va debutar a l'Òpera de San Francisco com la bruixa/Anne Sexton a Transformations de Conrad Susa. Va ser aprenent de cantant a l'Òpera de Santa Fe, i va debutar amb el paper principal amb l'Òpera de Santa Fe sota el director John Crosby en el paper principal de Daphne de Strauss el 1981. El seu debut al Metropolitan Opera va ser el 1983 com Zerlina a Don Giovanni. Més tard va tornar al Met com a Bess a Porgy and Bess (1985), el paper principal a Jenůfa (1985, 1986), Vitellia a La clemenza di Tito (1987, 1991), Mimì a La bohème (1987), Antonia a Les Contes d'Hoffmann (1987), Comtessa Almaviva (1988, 1989), Donna Elvira a Don Giovanni (1990) i la cinquena minyona a Elektra (2016).
El 1982, Alexander va debutar a la Komische Oper de Berlín com a Mimì de Puccini, un paper que va tornar a cantar per als seus debuts a la Royal Opera de Londres el 1984 i a l'Òpera Nacional Anglesa el 1992. El 1985 va fer la seva primera de diverses actuacions al "Theater an der Wien" com Cleopatra a Giulio Cesare de Händel, i va cantar Donna Elvira per al seu debut a l'Òpera Estatal de Viena el 1986. El 1989 va fer una interpretació elogiada del paper principal a Jenůfa al Festival de Glyndebourne, i hi va tornar com a Vitellia el 1995. Va interpretar i gravar diverses obres amb Nikolaus Harnoncourt i el "Concentus Musicus Wien", incloent el paper principal a Theodora de Handel el 1990 i el paper de Daphne a Apollo e Dafne del mateix Handel el 1992. El 1994 va interpretar el paper principal a Beatrice Cenci de Berthold Goldschmidt a l'Opernfest de Berlín. El 1997 va interpretar Donna Elvira a la "Gran Òpera de Florida". El 2004 va interpretar a Hannah Pitt i altres personatges a l'estrena mundial dÀngels in Amèrica de Péter Eötvös al "Théâtre du Châtelet" de París.
Alexander ha gravat per al segell holandès "Etcetera Records", a més d'enregistraments seleccionats per a segells com "Philips". Les orquestres amb les quals ha actuat inclouen les Filharmòniques de Viena, Londres i Royal Philharmonics; Royal Concertgebouw, Filadèlfia, Cleveland i les orquestres de la ràdio bavaresa; i les orquestres simfòniques de Cincinnati, Atlanta, Boston i Dallas. Els directors amb els quals ha treballat inclouen Vladímir Aixkenazi, Andrew Litton, Bernard Haitink, Sir Colin Davis, Nikolaus Harnoncourt, James Levine, Zubin Mehta, Carlo Maria Giulini, Leonard Slatkin, Jesús López Cobos, Seiji Ozawa, André Previn, Sir Simon Rattle, i David Zinman.
Alexandre s'ha casat dues vegades. El seu primer matrimoni va ser amb Edo de Waart a principis de la dècada de 1970 i va acabar en divorci. Es va casar amb el seu segon marit, el director d'orquestra Siebe Riedstra, el 1975.

## Discografia de referència
- Johann Sebastian Bach: Passió segons sant Joan, amb la Staatskapelle Dresden direcció Peter Schreier a (Philips)
- Johann Sebastian Bach: Missa en si menor, amb la Bavarian Radio Symphony Orchestra dirigida per Carlo Maria Giulini a (Sony Classical)
- Ludwig van Beethoven: Symphony no. 9, Royal Philharmonic dirigida per André Previn (RCA)
- Willem de Fesch: Oratorio Joseph, amb Claron McFadden i Musica ad Rhenum dirigit per Jed Wentz (NM Classics/Brilliant Classics)
- George Gershwin: Porgy and Bess, (seleccions), amb la New York Philharmonic direcció de Zubin Mehta (Teldec 46318);
- George Gershwin: Porgy and Bess, conducció de Leonard Slatkin, (Philips);
- Christoph Willibald Gluck: Paride ed Elena, conduïda per Michael Schneider
- Berthold Goldschmidt: Beatrice Cenci; conduïda per Lothar Zagrosek (Sony Classical)
- George Frideric Handel: Theodora – Roberta Alexander, Jochen Kowalski, Hans Peter Blochwitz, Concentus Musicus Wien, conduïda per Nikolaus Harnoncourt (Teldec)
- Handel: Samson – Anthony Rolfe Johnson, Roberta Alexander, Jochen Kowalski, Christoph Pregardien, Alastair Miles, Maria Venuti, Arnold Schoenberg Chor, Concentus Musicus Wien, conduïda per Nikolaus Harnoncourt (Teldec)
- Janáček: Jenůfa, conduïda per Andrew Davis (Festival de Glyndebourne DVD)
- Gustav Mahler: Symphony No. 4; Concertgebouw Orchestra, Amsterdam; conduïds per Bernard Haitink (Philips 412 119–2)
- Wolfgang Amadeus Mozart: Don Giovanni, conduïda per Nikolaus Harnoncourt (Teldec)
- Antonio Salieri: Prima La Musica, Poi Le Parole, conduïda Nikolaus Harnoncourt (Teldec)
- Georg Philipp Telemann: Ino, conduïda Nikolaus Harnoncourt (Teldec 44633)

## Recitals
- Hendrik Andriessen: Miroir de Peine, Magna res est amor, Fiat Domine – amb la Netherlands Radio Chamber Orchestra conduïda per David Porcelijn (NM Classics, 1992 – guanyador del Edison Award)
- Roberta Alexander sings Samuel Barber – àries per Vanessa i Antony and Cleopatra, plus Andromache's Farewell, Knoxville: Summer of 1915, Songs per orquestra, Edo de Waart (conductor)
- Roberta Alexander – Broadway Songs, David Triestram
- Roberta Alexander – Songs my Mother taught me, Brain Masuda
- Leonard Bernstein: Songs, Roberta Alexander, Tan Crone
- Mario Castelnuovo-Tedesco: The Divan of Moses-Ibn-Ezra, Op. 207, Roberta Alexander, Dick Hoogeveen
- Giacomo Puccini: Songs, Roberta Alexander, Tan Crone, Raphael String Quartet
- Richard Strauss: Lieder, Roberta Alexander, Tan Crone
- Wolfgang Amadeus Mozart: Lieder, Roberta Alexander, Glen Wilson
- Charles Ives: Songs Volumes 1 and 2, Roberta Alexander, Tan Crone
- Aaron Copland: Songs, Roberta Alexander, Roger Vignoles
- Samuel Barber: Songs, Roberta Alexander, Tan Crone
- Heitor Villa-Lobos: Songs Volums 1 i 2, Roberta Alexander, Alfred Heller, Diane Chaplin